# Kinyongia excubitor
Kinyongia excubitor — вид ігуаноподібних ящірок родини хамелеонових (Chamaeleonidae). Ендемік Кенії.

## Поширення і екологія
Kinyongia excubitor мешкають на південних і східних схилах гори Кенія, в горах Ньямбені та в горах Абердерського хребта. Вони живуть у вологих гірських тропічних лісах, на висоті від 1100 до 2500 м над рівнем моря. Уникають сухих тропічних лісів, поширених на західних схилах цих гірських масивів, а також не зустрічаються в деградованих лісах.

## Збереження
МСОП класифікує цей вид як вразливий. Kinyongia excubitor загрожує знищення природного середовища.